# Breaking Bad
Breaking Bad is een Amerikaanse misdaadserie gecreëerd door Vince Gilligan, die werd uitgezonden van 2008 tot 2013 op AMC. De serie volgt Walter White, een scheikundeleraar die na een terminale kankerdiagnose de criminele onderwereld betreedt door methamfetamine te produceren en te verkopen. Dit leidt tot een reeks gewelddadige gebeurtenissen. 

## Geschiedenis
De serie werd uitgebracht door Sony Pictures Television en was in de Verenigde Staten te zien op de zender AMC. Het eerste seizoen werd in 2008 uitgezonden. De hoofdrollen worden vertolkt door Bryan Cranston, Anna Gunn, Aaron Paul, Dean Norris en Betsy Brandt. De serie werd opgenomen in Albuquerque, de grootste stad van de staat New Mexico, alwaar het zich ook afspeelt. Het vijfde en tevens laatste seizoen van de serie bevat 16 afleveringen, waarvan het eerste deel in 2012 werd uitgezonden. In het najaar van 2013 zond AMC de laatste acht afleveringen uit.
In verscheidene afleveringen wordt er gewerkt met flashbacks en flashforwards, die pas op het einde van de aflevering, of soms pas vele afleveringen later, duidelijk worden. Verscheidene details, die in eerste instantie weinig of geen betekenis hebben, blijken later in de serie van groot belang te zijn. De personages worden vaak onderworpen aan gebeurtenissen die (al dan niet toevallig) blijken verbonden te zijn met eerdere gebeurtenissen of de belevenissen van andere personages.
De serie won zes Emmy Awards.

## Verhaal

### Seizoen 1
Walter White (Bryan Cranston) is een onderbetaalde scheikundeleraar in Albuquerque, New Mexico, die ontdekt dat hij longkanker in een vergevorderd stadium heeft. Hij is getrouwd met Skyler White (Anna Gunn) en heeft een tienerzoon, Walter Jr. (RJ Mitte), die lijdt aan cerebrale parese. Om zijn familie financieel veilig te stellen na zijn dood, besluit Walter samen te werken met zijn voormalige student Jesse Pinkman (Aaron Paul) om hoogwaardige blauwe methamfetamine te produceren. Walter gebruikt de alias "Heisenberg" en de twee beginnen te produceren in een camper. Ze krijgen te maken met drugsdealer Krazy-8 en diens partner Emilio Koyama, die ze doden om zichzelf te beschermen. Walters zwager Hank Schrader (Dean Norris), een DEA-agent, wordt ondertussen achterdochtig over de nieuwe meth-handel in de stad. Na een reeks ontmoetingen met criminelen als Tuco Salamanca (Raymond Cruz), een gewelddadige drugshandelaar, begint Walter zijn morele grenzen te verschuiven. Hij en Jesse worden gedwongen samen te werken met Tuco, die hen bedreigt en mishandelt

### Seizoen 2
Walter en Jesse raken steeds dieper verwikkeld in de criminaliteit. Tuco wordt uiteindelijk gedood door Hank. Walter blijft zijn dubbelleven verbergen voor Skyler, terwijl hij Jesse helpt zijn distributienetwerk op te bouwen. Jesse begint een relatie met Jane Margolis (Krysten Ritter), die hem introduceert in heroïnegebruik. Jane dreigt Walter te chanteren over hun meth-handel. Walter kijkt uiteindelijk toe terwijl Jane stikt in haar eigen braaksel, zonder in te grijpen. Jane’s dood leidt indirect tot een vliegtuigramp boven Albuquerque, veroorzaakt door haar rouwende vader, een luchtverkeersleider. Skyler begint te vermoeden dat Walter liegt over zijn financiën en afwezigheden.

### Seizoen 3
Walter probeert uit de drugshandel te stappen, maar wordt benaderd door de machtige drugskartelbaas Gustavo "Gus" Fring (Giancarlo Esposito). Gus biedt Walter een volledig uitgeruste meth-laboratorium en een zakelijk partnerschap. Walter neemt het aanbod aan en werkt samen met Gale Boetticher, een laboratoriumassistent. Jesse worstelt met Jane’s dood en begint een relatie met Andrea Cantillo, een alleenstaande moeder. Hij komt erachter dat haar jongere broer Tomas betrokken is bij een moord in opdracht van Gus’ mannen. Jesse wil wraak nemen, maar Walter voorkomt dit door de dealers zelf te vermoorden. Gus wantrouwt Walter en overweegt hem te vervangen door Gale. Om dit te voorkomen, laat Walter Jesse Gale vermoorden, zodat Gus hen nodig blijft hebben als koks.

### Seizoen 4
Gus is woedend over Gale’s dood en gijzelt Walter en Jesse in het laboratorium. Hij probeert Jesse aan zijn kant te krijgen en Walter uit te schakelen. Walter en Jesse worden gedwongen samen te werken met Mike Ehrmantraut (Jonathan Banks), Gus’ rechterhand. Walter bedenkt een plan om Gus uit de weg te ruimen en wint de hulp van Hector Salamanca, een voormalige kartelmoordenaar die in een rolstoel zit. Hector lokt Gus naar zijn verpleeghuis en blaast zichzelf en Gus op met een bom, waarbij Gus omkomt. Skyler is ondertussen volledig betrokken geraakt bij Walters criminele activiteiten door het witwassen van geld via een autowasstraat.

### Seizoen 5
Met Gus uit de weg neemt Walter de meth-business volledig over, samen met Jesse en Mike. Ze werken samen met Lydia Rodarte-Quayle, een connectie van Gus, en beginnen meth te koken in mobiele laboratoria. Mike wordt uiteindelijk gedood door Walter, die steeds gewetenlozer wordt. Jesse ontdekt Walters meedogenloosheid en wil zich terugtrekken. Hank ontdekt Walters ware identiteit als Heisenberg. Dit leidt tot een dodelijke confrontatie, waarbij Walter’s neonazi-handlangers Jack Welker en zijn bende Hank vermoorden. Jesse wordt gevangengenomen en gedwongen voor de bende te koken. Walter’s familie keert zich tegen hem, en Skyler en Walt Jr. verlaten hem. Walter verdwijnt onder een nieuwe identiteit. Na maanden in ballingschap keert Walter terug naar Albuquerque en bedreigt twee oud-collega's (Elliot en Gretchen Schwarts) om het overgebleven geld (9.7 miljoen dollar) te 'doneren' aan Walt. Jr  als een teken van liefdadigheid. Ook gaat hij langs Skyler om zijn intenties van de afgelopen 2 jaar eerlijk op tafel te leggen en zijn dochtertje Holly voor de laatste keer te zien. Daarna vertrekt hij om af te rekenen met Jack en zijn bende. Hij redt Jesse en vermoordt de neonazi’s met een automatisch machinegeweer. In de climax wordt Walter verwond en sterft in het meth-laboratorium, terwijl Jesse ontsnapt naar een nieuw leven.

### Nasleep
De serie eindigt met Jesse’s ontsnapping en Walter’s dood. Skyler en haar familie blijven achter in onzekerheid. Jesse’s lot wordt verder verkend in de film El Camino, waarin hij probeert een nieuw leven te beginnen.

## Rolverdeling

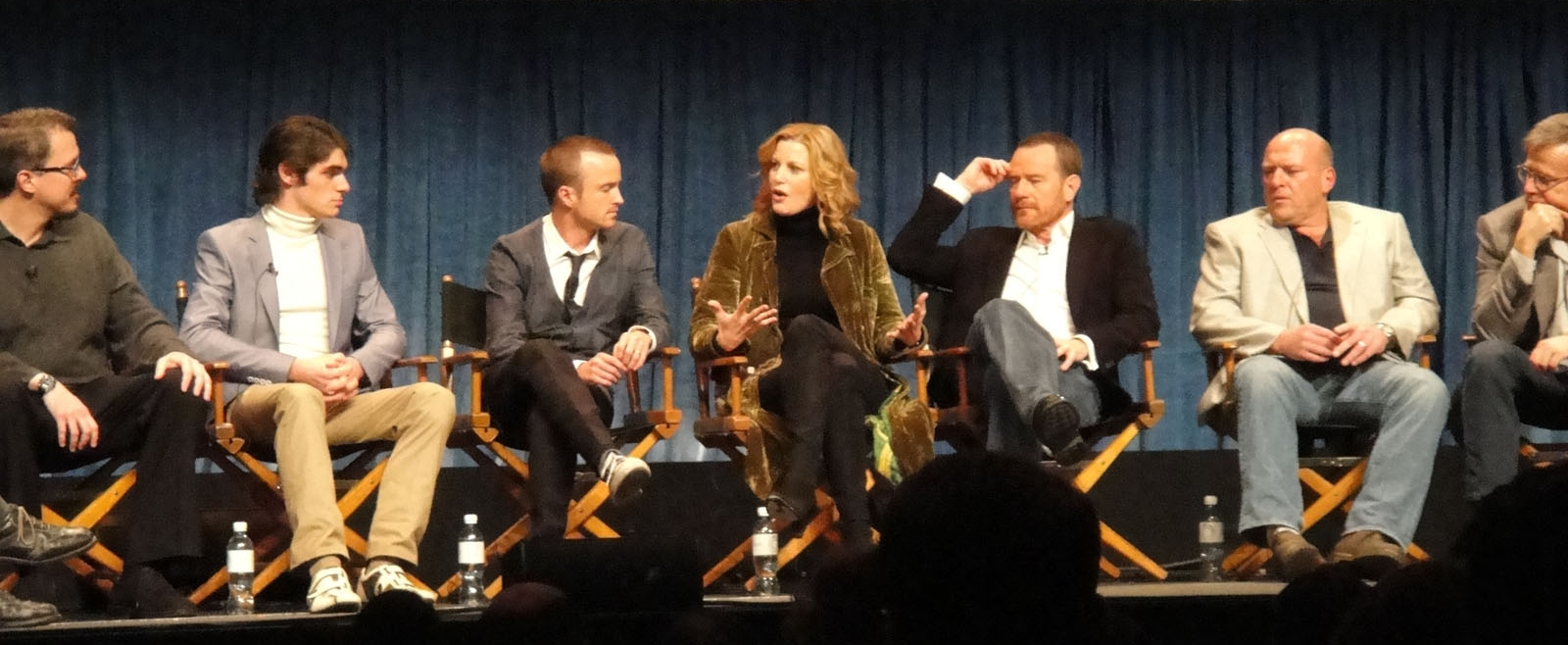
Breaking Bad-cast en -crew: bedenker Vince Gilligan, RJ Mitte (Walt Jr.), Aaron Paul (Jesse Pinkman), Anna Gunn (Skyler White), Bryan Cranston (Walter White), Dean Norris (Hank Schrader) en producent Mark Johnson.

Legenda
 = Hoofdrol
 = Bijrol
 = Geen rol

### Hoofdrollen
| Acteur             | Personage            | Seizoen | Seizoen | Seizoen | Seizoen | Seizoen | Totaal |
| Acteur             | Personage            | 1       | 2       | 3       | 4       | 5       | Totaal |
| ------------------ | -------------------- | ------- | ------- | ------- | ------- | ------- | ------ |
| Bryan Cranston     | Walter H. White      | 7 afl.  | 13 afl. | 13 afl. | 13 afl. | 16 afl. | 62     |
| Aaron Paul         | Jesse Pinkman        | 7 afl.  | 13 afl. | 13 afl. | 13 afl. | 16 afl. | 62     |
| Anna Gunn          | Skyler White         | 7 afl.  | 13 afl. | 12 afl. | 13 afl. | 16 afl. | 61     |
| RJ Mitte           | Walter White Jr.     | 7 afl.  | 11 afl. | 11 afl. | 11 afl. | 13 afl. | 53     |
| Dean Norris        | Hank Schrader        | 6 afl.  | 10 afl. | 11 afl. | 11 afl. | 13 afl. | 51     |
| Betsy Brandt       | Marie Schrader       | 6 afl.  | 11 afl. | 10 afl. | 11 afl. | 11 afl. | 49     |
| Bob Odenkirk       | Saul Goodman         |         | 4 afl.  | 10 afl. | 10 afl. | 12 afl. | 36     |
| Giancarlo Esposito | Gustavo Fring        |         | 2 afl.  | 11 afl. | 12 afl. |         | 25     |
| Jonathan Banks     | Mike Ehrmantraut     |         | 1 afl.  | 6 afl.  | 10 afl. | 8 afl.  | 25     |
| Jesse Plemons      | Todd Alquist         |         |         |         |         | 11 afl. | 11     |
| Laura Fraser       | Lydia Rodarte-Quayle |         |         |         |         | 9 afl.  | 9      |

### Bijrollen
| Acteur                 | Personage               | Seizoen | Seizoen | Seizoen | Seizoen | Seizoen | Totaal |
| Acteur                 | Personage               | 1       | 2       | 3       | 4       | 5       | Totaal |
| ---------------------- | ----------------------- | ------- | ------- | ------- | ------- | ------- | ------ |
| Steven Michael Quezada | Steven Gomez            | 4 afl.  | 7 afl.  | 6 afl.  | 4 afl.  | 12 afl. | 33     |
| Charles Baker          | Skinny Pete             | 2 afl.  | 4 afl.  | 5 afl.  | 1 afl.  | 3 afl.  | 15     |
| Christopher Cousins    | Ted Beneke              |         | 4 afl.  | 5 afl.  | 3 afl.  | 1 afl.  | 13     |
| Matt L. Jones          | Brandon "Badger" Mayhew | 1 afl.  | 4 afl.  | 3 afl.  | 1 afl.  | 3 afl.  | 12     |
| Michael Shamus Wiles   | George Merkert          |         | 3 afl.  | 4 afl.  | 3 afl.  | 1 afl.  | 11     |
| Lavell Crawford        | Huell Babineaux         |         |         |         | 5 afl.  | 6 afl.  | 11     |
| Krysten Ritter         | Jane Margolis           |         | 8 afl.  | 2 afl.  |         |         | 10     |
| Ray Campbell           | Tyrus Kitt              |         |         |         | 10 afl. |         | 10     |
| Carmen Serano          | Carmen Molina           | 4 afl.  | 2 afl.  | 2 afl.  |         | 1 afl.  | 9      |
| Emily Rios             | Andrea Cantillo         |         |         | 2 afl.  | 4 afl.  | 3 afl.  | 9      |
| Tina Parker            | Francesca Liddy         |         | 1 afl.  | 1 afl.  | 5 afl.  | 2 afl.  | 9      |
| Mark Margolis          | Hector "Tio" Salamanca  |         | 2 afl.  | 3 afl.  | 3 afl.  |         | 8      |
| Jeremiah Bitsui        | Victor                  |         | 1 afl.  | 6 afl.  | 1 afl.  |         | 8      |
| Ian Posada             | Brock Cantillo          |         |         | 2 afl.  | 4 afl.  | 2 afl.  | 8      |
| David Costabile        | Gale Boetticher         |         |         | 4 afl.  | 3 afl.  |         | 7      |
| Michael Bowen          | Uncle Jack              |         |         |         |         | 7 afl.  | 7      |
| Daniel Moncada         | Leonel Salamanca        |         |         | 6 afl.  |         |         | 6      |
| Jessica Hecht          | Gretchen Schwartz       | 2 afl.  | 1 afl.  |         |         | 2 afl.  | 5      |
| Bill Burr              | Kuby                    |         |         |         | 2 afl.  | 3 afl.  | 5      |
| Luis Moncada           | Marco Salamanca         |         |         | 5 afl.  |         |         | 5      |
| Raymond Cruz           | Tuco Salamanca          | 2 afl.  | 2 afl.  |         |         |         | 4      |
| John de Lancie         | Donald Margolis         |         | 3 afl.  | 1 afl.  |         |         | 4      |
| Christopher King       | Chris Mara              |         |         |         | 3 afl.  | 1 afl.  | 4      |

## Films
Op 24 augustus 2019 bevestigde Netflix de lange speculaties over een vervolgfilm, El Camino: A Breaking Bad Movie, via een teaser. De film was gepland voor release in oktober 2019 op Netflix. De film is gecreëerd door Vince Gilligan, net als alle vijf seizoenen. Het gaat over wat met Jesse Pinkman (Aaron Paul) gebeurt na de serie.

## Titel
In het logo van de serie zijn de twee eerste letters van elk woord uit de titel diapositief in een vlak geplaatst. Dit verwijst naar chemische elementen uit het periodiek systeem der elementen. Br staat voor broom (atoomnummer 35) en Ba is barium (atoomnummer 56). In het periodiek systeem staan deze overigens niet schuin boven elkaar, zoals in het logo van de serie wel het geval is.
Volgens hoofdrolspeler Bryan Cranston staat breaking bad synoniem voor van het juiste pad afwijken.
In de pilot-aflevering wordt hiernaar ook verwezen, als Jesse Pinkman het volgende aan Walter White vraagt: Nah, come on, man. Some straight like you, giant stick up his ass all a sudden at age, what, 60, he's just gonna break bad?

## Prijzen

### Seizoen 1
Emmy Award
- Outstanding Lead Actor in a Drama Series (Bryan Cranston)
- Outstanding Single-Camera Picture Editing for a Drama Series

### Seizoen 2
Emmy Award
- Outstanding Lead Actor in a Drama Series (Bryan Cranston)
- Outstanding Single-Camera Picture Editing for a Drama Series

### Seizoen 3
Emmy Award
- Outstanding Lead Actor in a Drama Series (Bryan Cranston)
- Outstanding Supporting Actor in a Drama Series (Aaron Paul)

### Seizoen 4
Emmy Award
- Outstanding Supporting Actor in a Drama Series (Aaron Paul)

### Seizoen 5
Emmy Award
- Outstanding Drama Series
- Outstanding Single-Camera Picture Editing for a Drama Series
- Outstanding Writing for a Drama Series
- Outstanding Lead Actor in a Drama Series (Bryan Cranston)
- Outstanding Supporting Actress in a Drama Series (Anna Gunn)
- Outstanding Supporting Actor in a Drama Series (Aaron Paul)

## Trivia
- Vince Gilligan bedacht Breaking Bad nadat hij een grap maakte met een vriend over een man die meth zou gaan koken in een camper om geld te verdienen. Dit idee groeide uit tot het verhaal van Walter White.
- Bryan Cranston kreeg de rol van Walter White mede dankzij een eerdere samenwerking met Vince Gilligan in The X-Files, waarin Cranston een vergelijkbaar moreel ambigu personage speelde. AMC wilde aanvankelijk acteurs als John Cusack of Matthew Broderick, maar zij weigerden de rol.
- De iconische blauwe meth in de serie is eigenlijk suikerglas en volledig eetbaar. Aaron Paul (Jesse) gaf toe dat hij er soms van snoepte op de set.
- Oorspronkelijk zou Jesse Pinkman aan het einde van seizoen 1 sterven. Door de schrijversstaking van 2007-2008 werd het script herzien, en Aaron Pauls acteerprestaties overtuigden Gilligan om Jesse’s rol te behouden.
- De scène waarin Gus Fring sterft, waarbij hij met een half weggeblazen gezicht nog rechtop loopt en zijn stropdas goed doet, is geïnspireerd door historische verslagen van mensen die korte tijd functioneel blijven na zware hoofdverwondingen
- Bryan Cranston schreeuwde zo intens tijdens deberoemde scène "I am the one who knocks" dat zijn stem het bijna begaf.
- Breaking Bad staat in het Guinness Book of World Records als de best beoordeelde tv-serie ooit, met een perfecte 99/100-score op Metacritic voor het laatste seizoen.
- Na de serie steeg de productie en verkoop van blauwe meth in echte drugshandelkringen, geïnspireerd door de fictieve drug uit de show. Dit leidde tot verscherpte wetshandhaving in sommige delen van de VS.
- Om te voorkomen dat fans hem zouden stelen of dat hij op de zwarte markt zou verschijnen, werd de originele RV van Walter en Jesse officieel vernietigd na de opnames.
- De twee acteurs zijn na de serie goed bevriend gebleven en hebben samen een tequilamerk gelanceerd genaamd "Dos Hombres".
- De titel van de laatste aflevering Felina is een anagram voor finale. Daarnaast is het ook een samentrekking van Fe-Li-Na, de scheikundige symbolen van ijzer, lithium en natrium. Dit kan tevens gezien worden als een afkorting voor bloed, zweet en tranen. Er wordt gedacht dat het symbool Li staat voor de geproduceerde methamfetamine, maar tijdens het kookproces wordt er in de serie geen gebruik gemaakt van lithium. Felina is ook de naam van het meisje in de song El Paso van Marty Robbins, dat in het begin van de aflevering uit de autoradio klinkt.

## Spin-off en vervolg
Op 9 februari 2015 werd de eerste aflevering van Better Call Saul uitgezonden. Hierin staat Saul Goodman centraal, Walter H. White's louche voormalige advocaat, net als in Breaking Bad gespeeld door Bob Odenkirk.
In 2019 kreeg Breaking Bad met de film El Camino: A Breaking Bad Movie ook een vervolg.

## Remake
Onder de titel Metástasis werd in Colombia een Spaanstalige remake van Breaking Bad gemaakt. Hierin speelt Diego Trujillo de hoofdrol als Walter Blanco en José Miguel Urbina, oftewel Jesse Pinkman wordt gespeeld door Robert Urbina. De serie werd voor het eerst uitgezonden op 8 juni 2014. Deze serie had in totaal twee seizoenen waarvan het eerste seizoen 33 afleveringen had en het tweede seizoen 29.